# Charles Talbot (1er duc de Shrewsbury)
Pour les articles homonymes, voir Talbot (homonymie) et Charles Talbot.

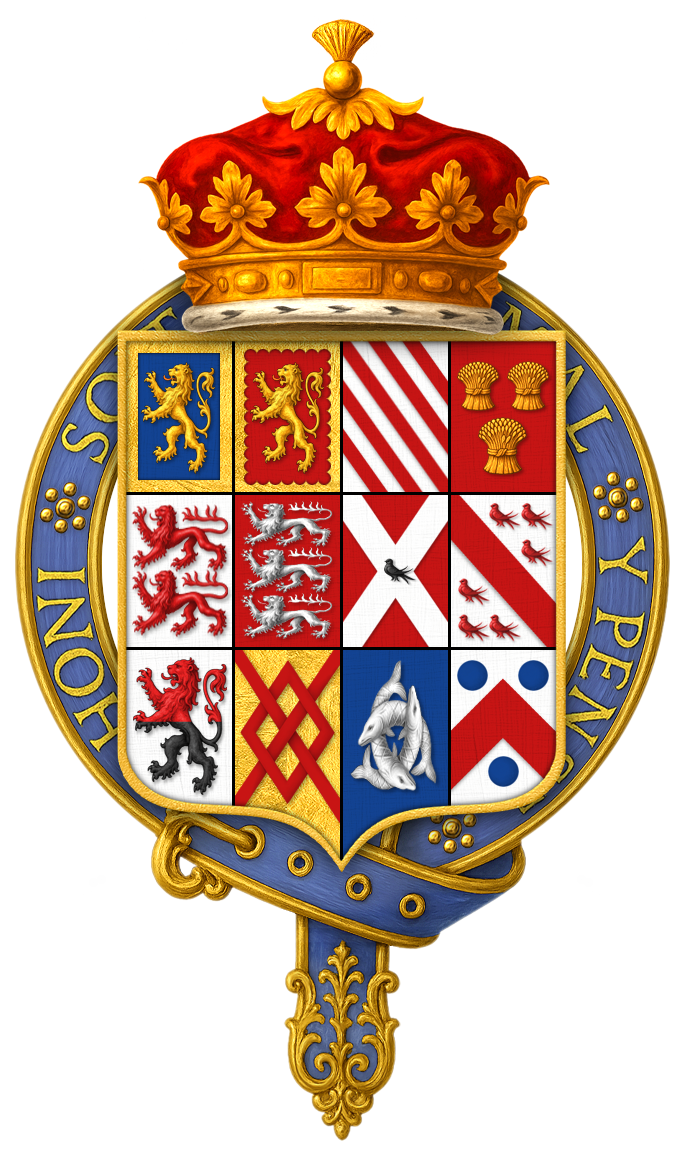
Armes du duc de Shrewsbury

Charles Talbot (24 juillet 1660 – 1er février 1718), comte puis 1er duc de Shrewsbury, descendant de John Talbot, est chambellan de Jacques II d'Angleterre. 
Désapprouvant la politique de ce prince, il quitte son service, et favorise l'entreprise du prince d'Orange (Guillaume III d'Angleterre), qui, appelé au trône, le nomme dès 1689 son principal ministre, puis le crée duc (1694). Il est sous la reine Anne membre du conseil privé, ambassadeur en France, puis il devient le dernier lord trésorier en 1714.